# Tsaidam

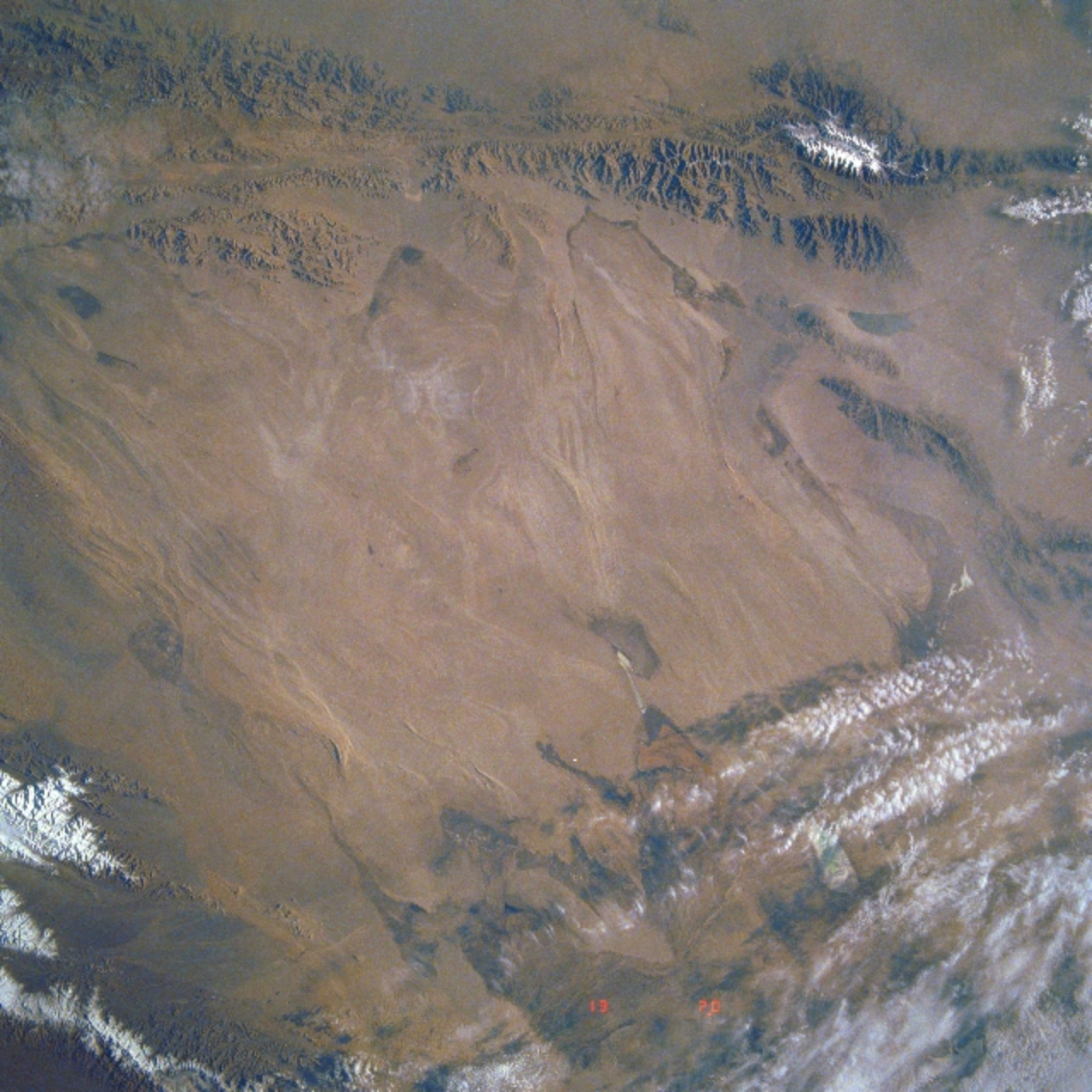
Satellitfoto av Tsaidam-bäckenet.

Tsaidam, även kallat Qaidam, är ett bäcken som består av öken, stäpp och sumpmark i nordöstra Tibet, inemot
3 000 m ö.h. Tsaidam utgör ett bäckenområde, som omsluts av Kunlun i söder, Altun Shan och Qilianbergen i norr. Namnet Tsaidam betecknar också ett där befintligt saltträsk (2 700 m ö.h.). Söder om detta passerade Sven Hedin i oktober 1896 på väg från Tarimbäckenetgenom nordöstra Tibet och södra Mongoliet till Peking.

## Källa
Den här artikeln är helt eller delvis baserad på material från Nordisk familjebok, Tsajdam, 1904–1926.